# Мар
Мар (ориг. Märchen Awakens Romance, односно MÄR) је манга коју је написао и илустровао Нобујуки Анзај. Серијализовала се од 2003. до 2006. године у јапанској манга ревији Weekly Shōnen Sunday, након чега је добила наставак који је написао Анзај, али илустровао Коичиро Хошино. Манга је адаптирана у аниме серију која се оригинално емитовала у Јапану од 2005. до 2007. године.
У Србији, Црној Гори, Босни и Херцеговини и БЈР Македонији серија је почела са емитовањем 2013. на ТВ каналу Ултра. Емитоване су само прве 52 епизоде. Синхронизацију је радио студио Лаудворкс. Нема ДВД издања.

## Радња
Гинта Торамизу је четрнаестогодишњи дечак који се може описати као типични рачунарски штребер и неуспешан ученик. Једног дана он се нађе окружен тајанственим светом Мара, којег је видео само у својим сновима и у књигама своје маме.

## Франшиза

### Манга
Мангу Мар написао је илустровао Нобујуки Анзај. Објављивала се од 7. јануара 2003. до 5. јула 2006. године у Шогакукановој манга ревији Weekly Shōnen Sunday. Поглавља су сакупљена у 15 танкобона. Први је објављен 17. маја 2003, а последњи 11. августа 2006. године.
Наставак манге, зван Мар Омега, написао је Анзај, али илустровао Коичиро Хошино. Објављивао се од 30. августа 2006. до 13. јуна 2007. године у истој манга ревији као оригинал. Поглавља су сакупљена у четири танкобона. Први је изашао 16. децембра 2006, а последњи 10. августа 2007. године.

### Аниме
Манга је адаптирана у аниме серију под називом Мар рај (транслит.). Настала је у продукцији студија SynergySP и оригинално се емитовала у Јапану од 3. априла 2005. до 25. марта 2007. године, са укупно 102 епизоде.

#### Српска синхронизација
У Србији, Црној Гори, Босни и Херцеговини и БЈР Македонији серија је почела са емитовањем 2013. на ТВ каналу Ултра. Емитоване су само прве 52 епизоде. Синхронизацију је радио студио Лаудворкс. Нема ДВД издања.
Улоге
| Улога        | Глумац              |
| ------------ | ------------------- |
| Гинта        | Милош Ђуричић       |
| Бабу         | Марко Мрђеновић     |
| Гиром        | Марко Мрђеновић     |
| Еш           | Марко Мрђеновић     |
| Џек          | Милан Тубић         |
| Хамелин      | Милан Тубић         |
| Галијан      | Милан Тубић         |
| Којуки       | Александра Томић    |
| Сноу         | Александра Томић    |
| Гинтина мама | Александра Томић    |
| Дороти       | Теодора Ристовски   |
| Чапу         | Теодора Ристовски   |
| Алан         | Милан Чучиловић     |
| Ед           | Милан Чучиловић     |
| Пета         | Милан Чучиловић     |
| Алвис        | Јаков Јевтовић      |
| Стенли       | Јаков Јевтовић      |
| Фантом       | Данијел Сич         |
| Кука         | Данијел Сич         |
| Ијан         | Данијел Сич         |
| Нанаши       | Павле Јеринић       |
| Посвећени    | Павле Јеринић       |
| Бел          | Ивана Александровић |
| Дијана       | Ивана Александровић |
| Мерило       | Ивана Александровић |
| Локо         | Јелена Стојиљковић  |
| Кендис       | Јелена Стојиљковић  |
| Златокоса    | Јелена Стојиљковић  |
| Ролан        | Пеђа Дамњановић     |
| Черо         | Пеђа Дамњановић     |
| Лено         | Пеђа Дамњановић     |
| Пано         | Андријана Оливерић  |
| Аква         | Андријана Оливерић  |
| Гаира        | Марко Гиздавић      |

Продуценти
| Дужност                  | Име             |
| ------------------------ | --------------- |
| Снимање                  | Владимир Здунић |
| Синхронизација (липсинк) | Ђурђица Вали    |
| Микс (звука)             | Игор Боројевић  |

### Видео игрице
| Наслов                           | Конзола | Датум издања              |
| -------------------------------- | ------- | ------------------------- |
| (メルヘヴン )                    |         | Јапан: 30. јун 2005.      |
| (メルヘヴン )                    |         | Јапан: 3. новембар 2005.  |
| (メルヘヴン カルデアの悪魔 )     |         | Јапан: 30. март 2006.     |
| (メルヘヴン 忘却のクラヴィーア ) |         | Јапан: 7. септембар 2006. |